# 官银号

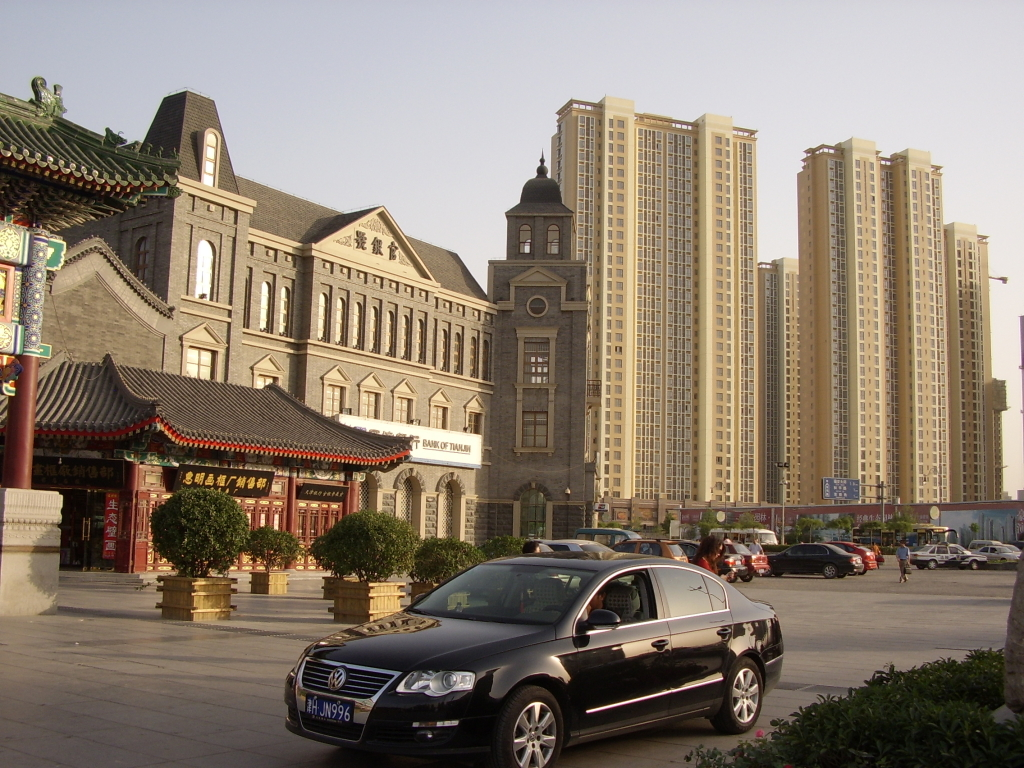
官银号旧址

官银号，亦称“直隶省官银号”、“天津官银号”、“天津银号”。设立于1902年，坐落于天津老城北马路东端南侧三义庙处。是天津第一个官办金融机构及新式银行，也是中国第二家官办金融机构。由当时的直隶总督袁世凯和周学熙所创办。天津官银号设分号于北京、上海、汉口、保定、张家口、唐山等地。

## 編年史
- 1900年，八国联军入侵天津，各国纷纷在天津设立银行，导致国内原有的钱庄银号逐渐萎缩。为了恢复国内金融的元气，清政府开始策划在天津建设官银号，代表清政府行使着金融监管、货币发放、调剂市场的职能。
- 1902年8月，直隶总督袁世凯从“天津都统衙门”手中接收天津后呈请户部立案注册，创立了“天津官银号”，由银元局总办周学熙兼充督办。初创资本为100万元，性质为省级官办财政银行，清政府于当年在天津该银号一面发行银元钞票，一面经营直隶省金库，融通行政经费。[1]
- 1905年，天津官银号在其东侧开办“博济储蓄银号”，办理储蓄存款业务。
- 1913年，北洋政府接管官银号，在原址成立直隶省银行。
- 1928年，直隶省银行关闭。国民政府在该址建立了河北省银行。
- 1932年，官银号原建筑损毁。
- 1949年以后，官银号旧址改为中国银行东北角分理处。
- 2003年，天津市政府和天津市商业银行投资重建“官银号”建筑，新建成的“官银号”建筑是完全按照历史老照片复原设计的。
- 2004年，新官银号大楼建成，现为天津银行官银号支行办公楼。[2]

## 现状
“官银号”恢复重建后，建筑外观完全依据“官银号”的老照片复原而成，其门窗全部采用清末民初的建筑设计风格。在新官银号大厅右侧设有“百年官银号”展室，集中展示了老银号票据柜、中华民国时期中央银行储蓄会券以及不同时期银号使用的算盘等。

## 建筑风格
原官银号建筑为主体三层的砖木结构楼房，建筑拐角处建有塔楼，塔楼高五层，外部建有悬挑式阳台，建筑五层部位为四周通透状，顶部为盔式瓦顶，大坡屋顶，在建筑两侧主立面中部的一层分别建有外凸的三列圆券门洞，门洞上方是二楼的平台，正立面的三层以上建有高凸的山墙尖，建筑的两个末端又分别建成凸起的四层小塔楼。

## 内部链接
- 天津经济
- 天津金融业